# Dates en japonais

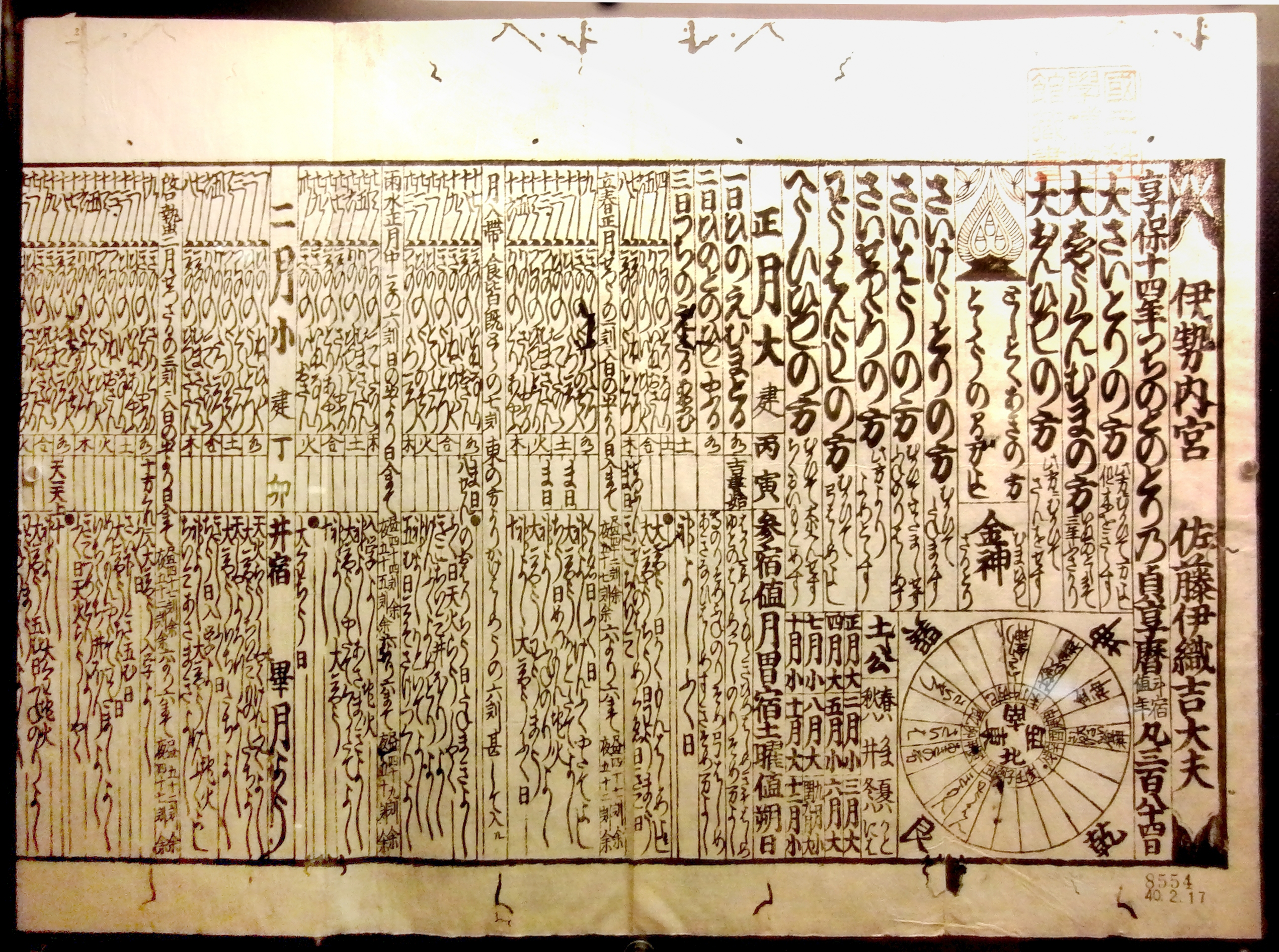
Calendrier Jōkyō de 1729.

Actuellement, le système de dates en japonais est fortement lié au calendrier grégorien, même si la numération des années peut différer de celle en vigueur en Occident. On écrit d'abord l'année, ensuite le mois et enfin le jour (sens de la norme ISO 8601). Par exemple le 16 février 2003 peut s'écrire 2003年2月16日. 年 se lit nen et signifie « année », 月 se lit gatsu et signifie « mois » et enfin 日 se lit nichi (sa prononciation dépend en fait du chiffre qui le précède, voir plus bas) et signifie « jour ».
Préalablement à l'introduction du calendrier grégorien, en 1873, le calendrier de référence était basé sur le calendrier chinois.

## Calendrier actuel

### Année
Même si les Japonais utilisent couramment les dates du calendrier grégorien, il subsiste quand même une petite originalité. Ils utilisent bien les semaines de sept jours et les douze mois du calendrier grégorien, mais pour le décompte des années il existe en plus des années du calendrier grégorien un autre décompte en fonction des dates de règne des empereurs. Ces dates sont utilisées dans tous les documents officiels. Dans ce cas, l'année est précédée du nom de l'ère (règne). Par exemple l'année 2002 du calendrier grégorien correspond à l'année 14 de l'ère Heisei (平成14年). Les nombres s'écrivent principalement en chiffres arabes, même dans le cas du décompte des années japonaises. Les nombres en kanjis (caractères d'origine chinoise) étant plutôt réservés aux documents calligraphiés, et parfois dans les menus des restaurants au Japon.
Les décennies se disent nendai (年代) en suffixe à l'année. Par exemple, les années 1930 s'écrivent 1930年代.
Les siècles se disent seiki (世紀). Par exemple, le XVIe siècle s'écrit 16世紀.
Pour les dates avant notre ère, il suffit d'ajouter kigenzen (紀元前), devant une date, une décennie ou un siècle. Par exemple, l'année 1500 avant notre ère s'écrira 紀元前1500年 ou le IIIe siècle avant notre ère, 紀元前3世紀. Kigenzen peut se traduire littéralement par « avant l'ère ».
Le compte d'ère Jōmon est un autre système d'années historique au Japon. Il place le début de l'ère courante à 10 000 av. J.-C.

### Jour
On indique le jour du mois par le numéro du jour (généralement en chiffres arabes) suivi du compteur de jour 日 (nichi). Attention toutefois aux exceptions suivantes :
| Jour | Hiragana       | Rōmaji    |
| ---- | -------------- | --------- |
| 1日  | ついたち       | tsuitachi |
| 2日  | ふつか         | futsuka   |
| 3日  | みっか         | mikka     |
| 4日  | よっか         | yokka     |
| 5日  | いつか         | itsuka    |
| 6日  | むいか         | muika     |
| 7日  | なのか         | nanoka    |
| 8日  | ようか         | yōka      |
| 9日  | ここのか       | kokonoka  |
| 10日 | とおか         | tōka      |
| 14日 | じゅうよっか   | jūyokka   |
| 20日 | はつか         | hatsuka   |
| 24日 | にじゅうよっか | nijūyokka |

Exemples :
- 1月26日 (ichi-gatsu nijū-roku-nichi) : 26 janvier
- 1994年12月5日 (sen-kyūhyaku-kyujū-yon-nen jū-ni-gatsu itsuka) : 5 décembre 1994

## Ancien calendrier
Il était fondé sur le calendrier chinois, jusqu'à l'adoption en 1873 du calendrier grégorien. À compter de 1876, le mois de janvier a été officiellement considéré comme étant le premier mois de l'année. Toutefois, ce calendrier posait des problèmes de cohérence temporelle pour certaines fêtes traditionnelles, puisque les avançant de 3 à 7 semaines par rapport à leur date initiale. Pour diminuer ce décalage, le Japon a inventé des mesures de compromis, en fixant de nouveaux moyens pour déterminer les dates de fête : tsuki-okure (« délai d'un mois ») et chūreki (« calendrier éclectique »), permettant de décaler les fêtes d'un mois plein par rapport à leur date transposée en calendrier grégorien. Le Nouvel An est le seul qui a échappé à ce décalage, et il se fête le 1er janvier.